# Увядание растений
Увядание растений — означает потерю или ненормальную жёсткость не одеревенелых частей растения.

## Причины и последствия
Увядание растений наступает, когда количество испаряемой растениями воды более количества воды, поступающей в них из почвы. При увядании листья теряют свою упругость, становятся мягкими; верхние, молодые части стеблей опускаются вниз. Рост всех увядающих частей растения не только прекращается, но они вследствие потери воды становятся даже короче. Увядание и связанное с ним укорачивание растущей части стебля можно вызвать искусственно, положив её в десятипроцентный раствор сахара, поваренной соли или селитры. Раствор соли отнимет от растущего стебля часть воды, и он станет дряблым и значительно укоротится. После же переноса его в воду он достигает прежней и даже большей длины и снова становится упругим. Напротив, выросшие стебли в соляных растворах не меняют ни своей длины, ни своей упругости..
При наступлении недостатка в воде никогда не наблюдается одновременное увядание всех частей растения. Первыми начинают вянуть наиболее слабые органы растения. Между отдельными органами растения начинается борьба из-за воды, сильные органы отнимают воду у слабых, которые начинают вянуть. Поэтому в начале увядания растения наблюдается, что одни части его уже засохли, тогда как другие продолжают ещё оставаться вполне свежими. Борьба отдельных частей растения из-за воды доказывается следующим опытом. Отрезается ветвь виноградной лозы или другого подходящего растения и опускается растущей верхушкой стебля в воду так, чтобы листья и перерезанная часть стебля были вне воды. Через несколько времени получается на первый взгляд парадоксальный результат: находящаяся под водой верхушка стебля завяла. Это объясняется тем, что сильно испаряющие листья оттянули от верхушки стебля более воды, чем она успела всосать в себя через кожицу.
Увядание и вызванная им борьба из-за воды между отдельными органами растения обусловливает также внешний вид самого растения. Например, у многих растений при нормальных условиях наблюдается замирание верхушечной почки и образование симподия. Листья таких растений развиваются очень быстро, так что почти под самою верхушечной почкой имеются уже выросшие листья. Сильно испаряя воду, они оттягивают её от верхушечной почки, которая поэтому и замирает. Культурой подобных растений в атмосфере, насыщенной водяными парами, верхушечная почка предохраняется от гибели, и получается моноподиальное ветвление. Различные растения с укороченными междоузлиями, как, например, Bellis perennis (маргаритка) и Capsella bursa pastoris (сумочник пастуший), выращиваемые под стеклянными колпаками в атмосфере, насыщенной водяными парами, дают стебель с сидящими на нем по спирали листьями. Следовательно, в этих случаях недоразвитие стебля при нормальных условиях есть следствие недостатка воды: быстро развивающаяся розетка листьев сильно испаряет воду и оттягивает её от верхушки стебля. По этой же причине на стеблях вьющихся растений взрослые листья помещаются на значительном расстоянии от верхушки стебля. Верхняя же быстро растущая часть стебля покрыта очень маленькими, ещё свернутыми листьями, которые не в состоянии отнять воду от верхушечной почки и таким образом убить её.
Наконец, увядание является одной из причин листопада, наблюдаемого в жарких странах при наступлении периода засухи и в холодных перед наступлением зимы. Увядание наступает не только тогда, когда почва более или менее высохла, но и при вполне достаточном количестве воды, если поглощающая деятельность корней чем-либо понижена, напр. низкой температурой. Если сильно охладить почву, на которой культивируются растения с листьями, сильно испаряющими воду, то листья скоро завянут, хотя бы влажность воздуха и почвы, а также температура воздуха оставались вполне благоприятными для растений. Деятельность поглощающих клеток корней так сильно задерживается низкой температурой (выше 0°), что потеря воды вследствие испарения её листьями не может быть пополнена. Листья вянут и засыхают. Так как болотная почва — холодная почва, то поглощающая деятельность корней болотных растений часто бывает очень понижена. Это обстоятельство несомненно является одной из причин, почему листья многих болотных растений очень плотны, покрыты толстой кожицей, а также волосками, одним словом, имеют такое же строение, как и листья ксерофитов, то есть растений сухих местностей. В обоих случаях нужно защищаться от увядания: ксерофитам — вследствие недостатка воды в почве, болотным растениям — вследствие сильно пониженной (низкой температурой почвы) поглотительной деятельности корней.